# ハナバス 苔石花江のバスケ論
『ハナバス 苔石花江のバスケ論』（ハナバス こけいしはなえのバスケろん）は、三好宏平による日本の漫画。『マガジンポケット』（講談社）にて、2024年12月26日から毎週木曜日に連載中。
単行本第2巻が発売された際には、つるまいかだからコメントが寄せられた。

## あらすじ
コミュ障で生物好きの苔石花江には、中学でバスケットボールの全国大会に出場した双子の妹の咲月がいる。引っ込み思案な性格の花江はチームに入ることがないまま、推薦で関西の高校に進学した咲月と離れて、東京都の大神高校に入学した。入学から間もないある日、クラスメイトで初めての友達の小緑つぼみが、同じ1年生の栗原夏凛からバスケ部への入部を初心者であることを理由に拒否されるところに立ち会う。花江は夏凛につぼみの入部をかけた1on1勝負を持ちかけ、咲月との1on1で培ったディフェンス力で夏凛を完封する。それを見た2年生の藤咲音ら先輩の勧誘や、つぼみの言葉に心を動かされた花江は、バスケ部への入部を決意する。

## 登場人物

### 大神高校女子バスケ部
花江たちが入学する前年度は、インターハイ東京都予選3回戦で強豪の爽栄女学院（爽女）相手に敗退している。その後1年間公式戦に出場していない。
苔石 花江（こけいし はなえ）
1年生。短髪黒髪で小柄。生物が好きで昆虫や爬虫類などを飼い観察や写真撮影をしており、喩えにも生物を多く使う。当初は生物部に入るつもりだったが、夏凛との1on1をきっかけにバスケ部に入った。コミュ障だが、バスケのことになると饒舌になる。中学時代はバスケで活躍する咲月の動画撮影をしていた。部内の先輩からは、咲音の聞き間違えから「こけしちゃん」と呼ばれる。高校入学以前にバスケットボールのチームに入ったことはないが、1on1でのディフェンス能力は非常に高く、咲月によると1on1で咲月を止められるのは花江だけ。
小緑 つぼみ（こみどり つぼみ）
1年生。花江のクラスメイト。中学時代は吹奏楽部に所属していたが真剣にやっておらず、高校では何かに全力で打ち込んでみたいという理由で未経験者だがバスケ部に入部を希望した。教室で花江に話しかけて、花江のはじめての友達になった。
栗原 夏凛（くりはら かりん）
1年生。ポジションはシューティングガード。春とは浦浜北中学校でのチームメイトで、2年時には地区大会で得点王になっている。中学でキャプテンだった時期に、初心者にも激しい練習をさせたことで多くの部員に退部されてしまい、その経験からつぼみの入部を拒否した。ニックネームは咲音が考えた「マロン」。咲音に憧れており、爽女の推薦を蹴って、咲音のいる大神高校に入学した。
有舞 春（ありま はる）
1年生。ポジションはスモールフォワード。夏凛とは浦浜北中学校でのチームメイトで、中学では副キャプテン。夏凛と同じく、爽女の推薦を蹴っている。
羽鳥 ひよこ（はとり ひよこ）
1年生。ポジションはセンター。花江の推定では身長182cm。
藤 咲音（ふじ えのん）
2年生。ポジションはスモールフォワード。関西弁で話す。1on1勝負で夏凛を完封した花江へ興味を持って、バスケ部に勧誘する。爽女相手にも引けを取らない大神のエース。
犬養 香（いぬかい かおり）
2年生。ポジションはポイントガード。黒髪短髪で前髪を丁髷のように結んでいる。ニックネームは「ワンコ」。
伊達 苺（だて いちご）
2年生。ポジションはシューティングガード。物語開始時点では休部している。
大椛 環（おおなぎ たまき）
3年生。ポジションはセンター。女子バスケ部長であり、生徒会長でもある。
水神 まもり（みずがみ まもり）
3年生。副部長兼マネージャー。
井流 美子（いりゅう よしこ）
3年生。ポジションはパワーフォワード。物語開始時点では休部している。
風間 ゆかり（かざま ゆかり）
顧問の女性教員。担当教科は英語。

### その他の人物
苔石 咲月（こけいし さつき）
1年生。花江の双子の妹で、花江からは「さっちゃん」と呼ばれている。千翔中学校ではバスケ部のエースでチームの全国大会出場に貢献した。花江と正反対の性格で明るい。関西の高校に進学した。

## 書誌情報
- 三好宏平『ハナバス 苔石花江のバスケ論』講談社〈講談社コミックス〉、既刊3巻（2025年8月7日現在）
  1. 2025年3月7日発売[3][4]、ISBN 978-4-06-538775-7
  2. 2025年5月9日発売[5]、ISBN 978-4-06-539452-6
  3. 2025年8月7日発売[6]、ISBN 978-4-06-540357-0